# Sestino
Sestino é uma comuna italiana da região da Toscana, província de Arezzo, com cerca de 1 454 habitantes. Estende-se por uma área de 80 km², tendo uma densidade populacional de 18 hab/km². Faz fronteira com Badia Tedalda, Belforte all'Isauro (PU), Borgo Pace (PU), Carpegna (PU), Casteldelci (PU), Mercatello sul Metauro (PU), Pennabilli (PU), Piandimeleto (PU).

## Demografia
| Variação demográfica do município entre 1861 e 2011                               |
|                                                                                   |
| Fonte: Istituto Nazionale di Statistica (ISTAT) - Elaboração gráfica da Wikipedia |